# Honneur de la Couronne
En droit autochtone canadien, l'honneur de la Couronne est un principe de droit public qui résulte de la relation particulière entre le pouvoir exécutif fédéral ou provincial canadien (dit « la Couronne ») et les peuples autochtones du Canada et qui vise à soutenir l’objectif constitutionnel de réconciliation en imposant à l’État une norme de conduite plus exigeante que celle applicable dans les relations contractuelles ordinaires.

## Contenu de l'obligation
L’honneur de la Couronne oblige la Couronne à négocier, interpréter et exécuter les ententes pertinentes avec loyauté, intégrité et ouverture. Elle doit éviter toute attitude intransigeante ou déloyale, et adopter une approche respectueuse de la dignité et des intérêts de ses partenaires autochtones. Par exemple dans l'arrêt de principe  Québec (Procureur général) c. Pekuakamiulnuatsh Takuhikan, la Cour suprême du Canada a jugé que le gouvernement québécois a failli à cette obligation en refusant de renégocier de bonne foi sa contribution financière au maintien d’un corps de police autochtone, malgré les déficits connus et les demandes répétées de la communauté autochtone de Pekuakamiulnuatsh. Ce refus a mis en péril l’objet même des ententes et a fragilisé la relation contractuelle, en violant tant les exigences de la bonne foi que celles de l’honneur de la Couronne.

## Distinction entre la réparation aux termes du droit civil et la réparation de la relation aux termes de l'honneur de la Couronne
Dans l'arrêt Pekuakamiulnuatsh, la Cour suprême fait une distinction en matière de réparation : alors que le droit civil a une logique de compensation des pertes, en droit public, l’honneur de la Couronne  cherche plutôt à rétablir la relation et à faire progresser la réconciliation. En l'espèce, la Cour conclut que le paiement des déficits accumulés constitue une réparation appropriée au regard de la justice réconciliatrice. Cette mesure vise non seulement à corriger les torts passés, mais aussi à remettre les parties sur une trajectoire de respect mutuel et de collaboration, conformément aux exigences élevées imposées à l’État lorsqu’il s’engage avec les peuples autochtones dans des ententes touchant leur autonomie.

## Portée du principe
Le principe de l'honneur de la Couronne ne s’applique toutefois qu’à certaines situations, notamment lorsque l’entente est conclue avec un groupe autochtone en raison de sa spécificité et qu’elle touche un droit autochtone, même revendiqué de façon crédible, comme le droit à l’autonomie gouvernementale.